# Moore megye (Észak-Karolina)
Moore megye az Amerikai Egyesült Államokban, azon belül Észak-Karolina államban található. Megyeszékhelye Carthage, legnagyobb városa Pinehurst. Lakosainak száma 99 727 fő (2020. április 1.). Moore megye Chatham, Lee, Harnett, Cumberland, Hoke, Scotland, Richmond, Montgomery és Randolph megyékkel határos.

## Népesség
A megye népességének változása:
| Lakosok száma | 88 562 | 89 344 | 90 387 | 91 587 | 94 352 | 99 727 |
|               | 2010   | 2011   | 2012   | 2013   | 2015   | 2020   |